# Klosterhof im Schnee
Klosterhof im Schnee ist ein Hauptwerk des Malers Carl Friedrich Lessing aus dem Jahr 1829. Das Gemälde zeigt mittelalterliche Ordensleute bei der Bestattung eines Angehörigen und vermittelt im Duktus Schwarzer Romantik Gedanken und Gefühle an Vergänglichkeit, Tod, Trauer und Hoffnung.

## Beschreibung und Bedeutung
Das in eher tristen Tönen gehaltene Bild zeigt einen schemenhaften Trauerzug von Ordensleuten durch den Narthex und das geöffnete Kirchenportal eines romanischen Marienklosters im Winter. Offen bleibt, ob es Mönche oder Nonnen sind, die ihr Ordensmitglied zur Bestattung in der Kirchengruft begleiten. Prägend für die Szene sind der verschneite Klosterhof im Vordergrund und seine grotesken Details. Zu sehen ist ein aus einem Pfeiler herausragender Drachenkopf als Wasserspeier, dessen Wasser zu Eis erstarrt ist. Schneebedeckte, hockende Atlanten, die als Bauplastik den Treppenaufgang des Narthex flankieren, wirken wie eine im Frost kauernde Ehrenwache und unterstreichen den Bildgedanken von Trauer, Tod und Kälte. Auch das Marienbildnis über dem Hauptbogen der Vorhalle ist eingeschneit und wirkt erstarrt. Bizarr streben die teilweise morschen Äste einer seltsam verwachsenen Fichte in den Hofraum, dessen alte Gemäuer deutliche Spuren der Verwitterung zeigen. Mit dem Ausdruck von Verfall, Unwirtlichkeit und Dystopie liegen lose, grob behauene Felsbrocken auf dem verschneiten Hof umher. Spirituelle Zeichen von Hoffnung und Heil vermitteln kontradiktisch ein schwaches Licht aus einer Schale und ein gotisches Altarretabel, die über dem aufgebahrten, schwarzbehangenen Sarg im Kircheninnern aufleuchten.

## Entstehung und Rezeption

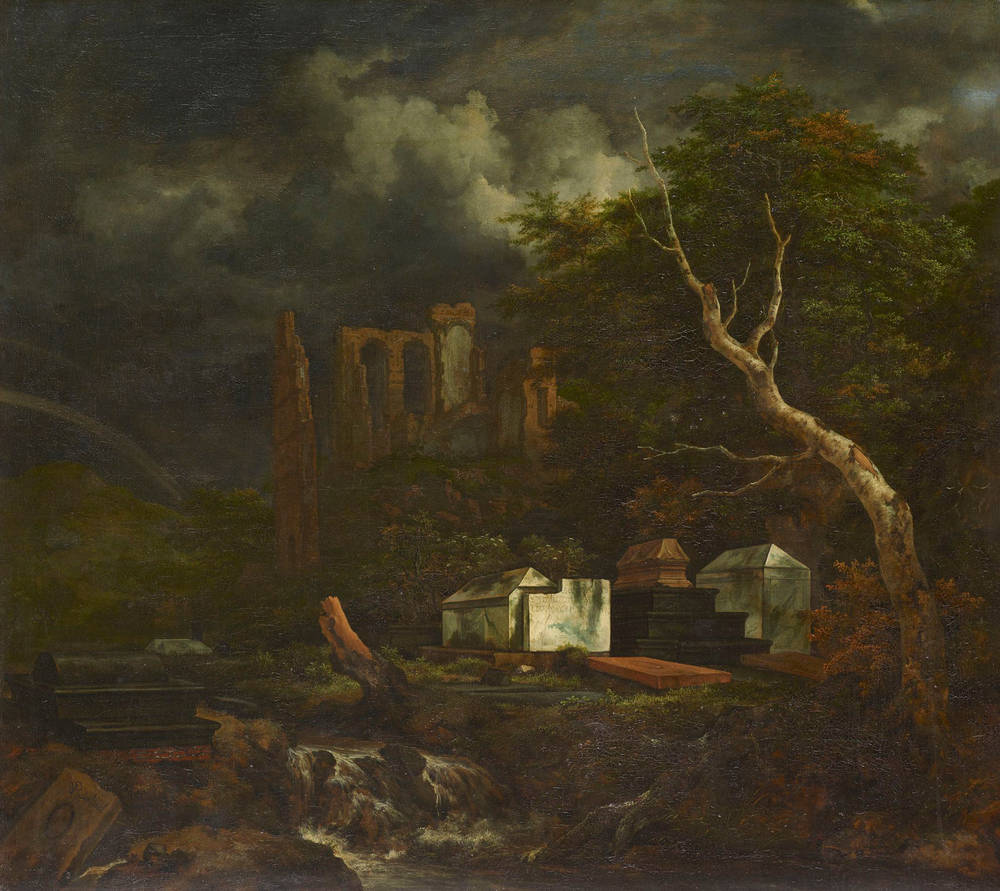
Jacob van Ruisdael: Der Judenfriedhof, 1653, Gemäldegalerie Alte Meister

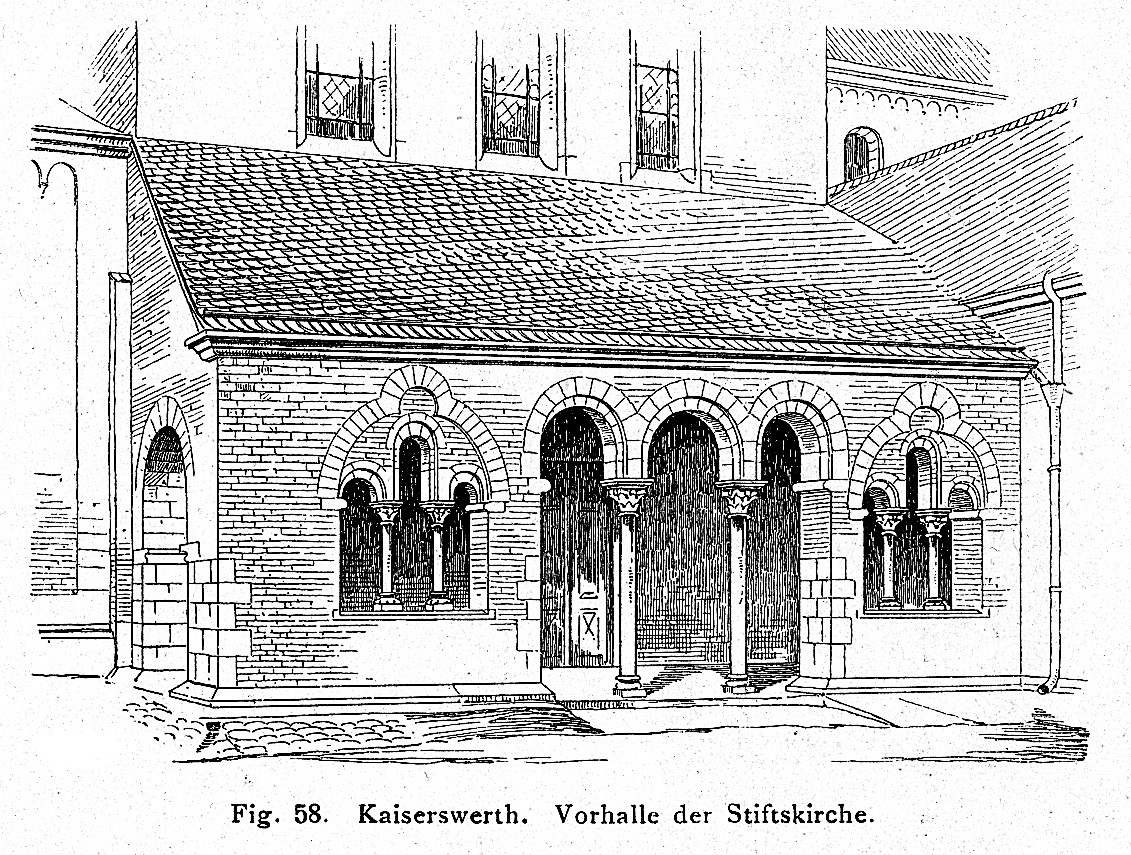
Narthex der Stiftskirche St. Suitbertus in Kaiserswerth, Zeichnung aus Paul Clemen: Die Kunstdenkmäler der Rheinprovinz

Das Gemälde entstand auf der Grundlage einer lavierten Vorzeichnung im Winter 1828/1829 in Düsseldorf. Dorthin war Carl Friedrich Lessing 1826 seinem Lehrer Wilhelm Schadow aus Berlin als Meisterschüler gefolgt, bald nachdem dieser sein Direktorat an der Kunstakademie Düsseldorf angetreten hatte. Schon unter akademischer Anleitung von Heinrich Dähling in Berlin hatte Lessing 1826 das Bild eines Kirchhofes mit Gräbern gemalt und ausgestellt. Damit folgte er poetisch-schauerromantischen Bildthemen wie Abtei im Eichwald, Hünengrab im Schnee und Klosterfriedhof im Schnee, mit denen Caspar David Friedrich zu Beginn des 19. Jahrhunderts aufgetreten war und in Berlin einen Trend zur Grabes-, Friedhofs- und Ruinenromantik befruchtet hatte. Gemäß seiner literarischen Neigung für Sujets der Spätromantik interessierten Lessing damals ferner Bildmotive des mittelalterlichen Ritter- und Mönchtums, wobei er wie etwa im Gemälde Das Felsenschloss (1828) zur Darstellung von Landschaften und Architekturen das Schroffe, Bizarre und abenteuerlich Anmutende suchte. Für die Darstellung des Narthex als zentrale Architekturstaffage seiner Komposition könnte Lessing im romanischen Vorbau der Basilika St. Suitbertus in Kaiserswerth ein Vorbild gefunden haben. Das bizarre Baumgeäst in seinem Bild, das er bereits in seinem Friedhofsbild von 1826 gezeigt hatte, erinnert hingegen an das Gemälde Der Judenfriedhof (1653) von Jacob van Ruisdael in der Gemäldegalerie Alte Meister in Dresden.
Die Komposition bildet einen Auftakt zu einer Serie von elegischen Trauer- und Schmerzbildern, mit denen die Düsseldorfer Malerschule in der Kunstwelt seinerzeit Aufsehen erregte. Von düsterer Stimmung ist insbesondere auch das Gemälde Das trauernde Königspaar geprägt, das Lessing bald darauf vollendete. Im August 1829 stellte Lessing seinen Klosterhof im Schnee in Düsseldorf aus. Als der 22-jährige Künstler seine Komposition 1830 in Berlin ausstellte, fand sie lobende Beachtung. Gedeutet wurde sie als bekenntnishaftes Werk in der Nachfolge Friedrichs und Carl Blechens, als „Naturnachahmung gefärbt durch jugendlich-sentimental schwermüthiges Gefühl“. Den Berliner Kunstsammler Atanazy Raczyński begeisterte der Detailrealismus des Gemäldes. Der Schweizer Kunstschriftsteller Wilhelm Füssli fühlte sich in den Klosterhof „gleichsam durch eine geheime Macht“ hineingezogen. Eine Kopie davon malte Caspar Scheuren, druckgrafische Reproduktionen schufen Friedrich Unzelmann (für Raczyńskis Buch), Andreas Borum und Albert Henry Payne. Auch Johann Wolfgang von Goethe sah das Klosterbild, entweder die endgültige Fassung oder eine Studie. So überlieferte der Historiker Friedrich Christoph Förster in einer 1873 erschienenen Publikation eine Kunstkritik des Dichters, wonach diesem die Negation des Lebens in dem Gemälde entschieden zu weit ging:

„Da hat mir ein junger Maler aus Berlin, dessen Name ihn schon zu Anstrengungen für eine bedeutende Zukunft auffordert – er unterzeichnet sich Lessing – eine Landschaft mit einer Staffage zugesandt, welche ein entschiedenes Talent verrät, für poetische Erfindung wie für Composition und Ausführung, und dennoch befinde ich mich mit dem Künstler ebensowenig, wie mit seinem Gemälde in Übereinstimmung. Weshalb verlassen wir unsere enge Studierzelle oder den lärmenden Gesellschaftssaal und eilen aus dem dumpfen Gewühle der Stadt vor das Tor hinaus in Freie? Wir suchen Erholung, Erheiterung, wollen einen frischen Atemzug tun. Wohin führt uns nun aber Ihr Berliner Maler? In eine Winterlandschaft und nicht etwa in eine jene heitern holländischen, wo wir Damen und Herren sich lustig auf spiegelglatter Eisfläche schlittschuhlaufend umhertummeln sehen – o ich selbst war zu meiner Zeit ein tüchtiger Schlittschuhläufer! – nein, hier führt uns der Maler in eine Winterlandschaft, in welcher ihm Eis und Schnee noch nicht genug zu sein scheint; er überbietet, oder wir können sagen, er überwintert den Winter noch durch die widerwärtigsten Zugaben. Da sehen Sie: einen in warmen Tagen uns mit einem kühlen Labetrunk versorgenden Brunnen, aus dessen Löwen- oder Drachenrachen das festgefrorene Wasser wie eine Zunge von Eis heraushängt, fest an den Boden angefroren. Dann weiter: dunkle Tannen, deren Zweige unter der Last des Schnees brechen; ich sehe sie lieber auf dem Weihnachtstische mit hellen Lichtern besteckt, von frohen Kindergesichtern umgeben. Und nun die Staffage: ein Zug von Mönchen, noch dazu Barfüßer, im Schnee, giebt einem abgeschiedenen Bruder, der im Sarge liegend auf schwarzbehangner Bahre nach der Gruft in einem verfallenen Kloster getragen wird, das Geleit. – Das sind ja lauter Negationen des Lebens, und der freundlichen Gewohnheit des Daseins, um mich meiner eigenen Wort zu bedienen. Zuerst also die erstorbene Natur, Winterlandschaft; den Winter statuiere ich nicht; dann Mönche, Flüchtlinge aus dem Leben, lebendig Begrabene; Mönche statuiere ich nicht; dann ein Kloster, zwar ein verfallenes, allein Klöster statuiere ich nicht; und nun zuletzt, nun vollends noch ein Todter, eine Leiche; den Tod aber statuiere ich nicht.“

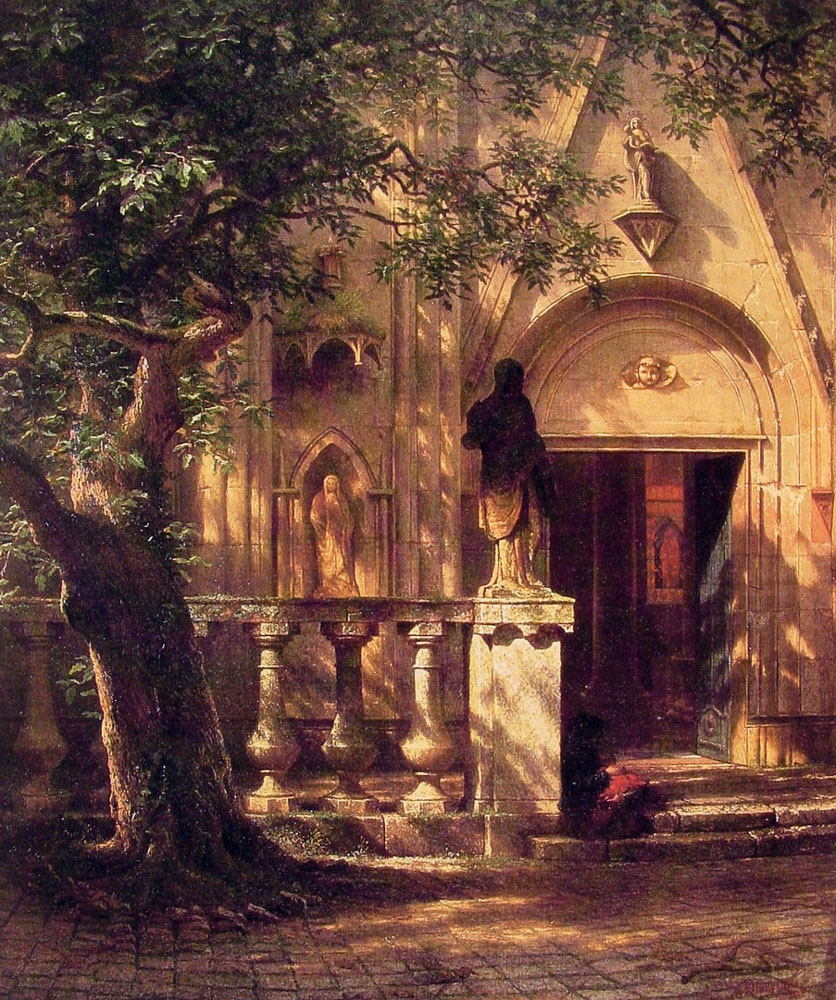
Albert Bierstadt: Licht und Schatten, 1862, De Young Museum

In der Nachfolge von Lessings Klosterhof schuf der deutsch-amerikanische Maler Albert Bierstadt 1862 das Bild Licht und Schatten (Sunlight and Shadow), De Young Museum, San Francisco. In diesem Werk hielt er den Eingang zur Kapelle der Löwenburg im Park von Schloss Wilhelmshöhe bei Kassel fest. In seiner detailrealistischen Darstellung eines Gemäuers kam es Bierstadt neben der Wiedergabe von Spuren der Alterung und Verwitterung auch auf eine spezifische Atmosphäre an, die durch das Licht- und Schattenspiel auf Architektur und Vegetation entsteht.

## Provenienz
1829 erwarb der Kunstverein für die Rheinlande und Westfalen Lessings Klosterhof für 150 Taler. Im gleichen Jahr gelangte das Bild durch Verlosung an den Kölner Erzbischof Ferdinand August von Spiegel. Aus dessen Nachlass kam es 1835 in die Sammlung des heutigen Wallraf-Richartz-Museums. Eine weitere Fassung des Gemäldes, die um 1828 entstanden ist, gelangte in die Sammlung des Bergischen Museums Schloss Burg an der Wupper.
Eine lavierte Vorzeichnung (29,5 × 36,2 cm) zu dem Bild befindet sich in der Sammlung des Cincinnati Art Museum. Sie war 1880 unter dem Titel Normannischer Klosterhof im Schnee, mit Nonnenprozession in der Lessing-Gedächtnis-Ausstellung in Berlin zu sehen und befand sich im Besitz von Otto Lessing, der den künstlerischen Nachlass seines Vaters geerbt hatte und diesen bald an den US-amerikanischen Sammler Joseph Longworth veräußerte. Jener überließ im Jahr 1882 915 Zeichnungen, 4 Tuschkartons, 15 Ölbilder an das Cincinnati Art Museum, darunter auch die Vorzeichnung Lessings.
Eine Abwandlung des Motivs schuf Lessing in der Mitte der 1870er Jahre. Hierzu fertigte er 1875 eine Vorzeichnung und bis 1876 ein neues Ölgemälde (97 × 142,5 cm), das in die Sammlung des Cincinnati Art Museum gelangte und von dort 1946 in den Kunsthandel gegeben wurde.